# Вакцинация против COVID-19 в России
Вакцина́ция про́тив COVID-19 в Росси́и началась 5 декабря 2020 года с Москвы. Россия стала первой страной в мире, одобрившей общедоступную вакцину против COVID-19, и второй после Китая, начавшей вакцинацию населения. Однако по сравнению с большинством других европейских государств прививочная кампания в России идёт медленно, в основном по причине недоверия населения к вакцинам и государству.
К вакцинации допущены зарегистрированные вакцины российского производства. В январе 2021 года Михаил Мурашко поставил задачу вакцинировать 60 % взрослого населения России, или 68—69 миллионов человек, сообщив о планах достичь этого уровня в течение первого полугодия. Фактически на 28 января 2022 года в России, согласно официальным данным, проведено примерно 83,7 млн вакцинаций первым компонентом и примерно 79,3 млн полных курсов вакцинации; эти цифры включают в себя как первичную, так и повторную вакцинацию. Портал gogov.ru на ту же дату сообщает меньшие цифры (соответственно, 76,4 млн и 69,6 млн), не включающие повторно привитых.

## Основные сведения

### Предпосылки к проведению
Предпосылками к проведению вакцинации стали пандемия COVID-19 и последующее распространение COVID-19 в России.
COVID-19 вызывается коронавирусом SARS-CoV-2 и может протекать как в лёгкой, так и в тяжёлой форме, причём тяжёлая индивидуальная реакция возможна у лиц как старшего, так и молодого поколения. В России COVID-19 официально внесён в список опасных заболеваний.
После вакцинации в организме вакцинированного формируются антитела, уровень которых может быть выше, чем у перенёсших COVID-19. Кроме того, вакцинация позволяет снизить риск заражения окружающих.

### Задачи вакцинации
Согласно Всемирной организации здравоохранения, вакцины против COVID-19 являются важнейшим средством борьбы против COVID-19, а вакцинация рассматривается как лучший способ замедлить пандемию, спасти жизни и добиться экономического восстановления.
Согласно Михаилу Мурашко, вакцинация призвана обеспечить коллективный иммунитет у населения России.

### Планы вакцинации
20 января 2021 года глава Министерства здравоохранения России Михаил Мурашко поставил задачу привить 60 % взрослого населения, или 68—69 млн человек. 60 % взрослого населения, как заявил Михаил Мурашко, — это уровень, который эксперты посчитали необходимым для достижения коллективного иммунитета.
Эта цифра не была достигнута (см. таблицу).
При этом достижение коллективного иммунитета к COVID-19 после вакцинации 60 % взрослого населения нельзя назвать общепризнанным представлением среди специалистов. В частности, по мнению член-корреспондента РАН Сергея Нетесова, которое он высказал в июле 2021 года, коллективный иммунитет к дельта-штамму SARS-CoV-2 возможен, если вакцинировать более 80 % населения.
29 июня 2021 года Мишустин поручил до 8 июля актуализировать «эпидемиолого-математическую модель вакцинации», исходя из необходимости добиться не менее 80 % (90 %) уровня вакцинации.
3 сентября 2021 года вице-премьер России Татьяна Голикова заявила, что для достижения коллективного иммунитета необходимо привить 80 %, или чуть более 90 миллионов человек, и что она рассчитывает на достижение этих цифр осенью.

### Эффективность вакцинации
По утверждению министра здравоохранения РФ М. А. Мурашко, на 25 июня 2021 года доля вакцинированных среди заболевших не превышает 0,5 %. Д. Н. Проценко, главврач московской городской клинической больницы № 40, специализирующейся на лечении больных COVID-19, заявил в своём блоге, что с 30.12.2020 по 15.06.2021 из поступивших в больницу 23281 пациентов были вакцинированы только 136 (69 из них получили оба компонента вакцины), причём среднее время от вакцинации до госпитализации составляло 5,6 суток (то есть, с учётом инкубационного периода, многие из заболевших среди вакцинированных заразились ещё до вакцинации); из 1456 больных, состоявших в больнице на 15 июня 2021, вакцинированы лишь двое; среди 387 пациентов, находящихся в реанимации, вакцинированных нет.
Глава Роспотребнадзора А. Ю. Попова заявила 8 июля 2021, что по данным персонального учёта вакцинированных и заболевших, который ведётся Минздравом РФ, среди полностью вакцинированных (через три недели после полного курса вакцинации) возникновение симптоматического ковида происходит у двух человек на 300 привитых, более точная величина — в интервале от 0,71 % до 0,76 % для всех трёх используемых в России вакцин. При этом среди вакцинированных почти отсутствует тяжёлое течение заболевания.
Начальник отдела эпидемиологического надзора управления Роспотребнадзора по Санкт-Петербургу Ирина Чхинджерия сообщила, что среди полностью привитых жителей Петербурга (696 191 человек на 28 июня 2021 года, или 13 % от населения города) зарегистрировано 1206 заболевших ковидом, что составляет 0,3 % от общего числа 470 тыс. заболевших.

### Безопасность вакцинации
По заявлению министра здравоохранения РФ М. А. Мурашко, на 28 июня 2021 года в России не зарегистрировано ни одной смерти, вызванной вакцинацией от COVID-19, среди 23 миллионов привитых на этот момент. Хотя встречались случаи осложнений после прививки, но они были связаны с сопутствующим заболеванием, на фоне которого проводилась вакцинация. Любое возникающее осложнение рассматривается на врачебной комиссии. Среди наиболее частых побочных эффектов вакцинации встречаются боль в месте укола и кратковременное повышение температуры.

## Применяемые вакцины
В мае 2020 года Национальный центр эпидемиологических и микробиологических исследований объявил о разработке вакцины, не имеющей серьёзных побочных эффектов. К августу 2020 года были закончены два клинических испытания первой и второй фазы, с участием по 38 испытуемых в каждом. По данным, предоставленным главой Центра Гамалеи, разработка вакцины «Спутник V» обошлась в 1,5 млрд рублей.
Российскими производителями в кратчайшие сроки было разработано несколько типов вакцин для профилактики COVID-19 ▼ и проведена ускоренная регистрация вакцинных препаратов. В условиях пандемии ускоренная регистрация вакцин была одним из важных факторов, сократившим срок выведения вакцины на рынок в целях массовой вакцинации.
| Вакцина                   | Дата регистрации | Разработчик                                                              | Характеристика                       | Количество доз                      | Эффективность[какая?]            | Комментарий |
| ------------------------- | ---------------- | ------------------------------------------------------------------------ | ------------------------------------ | ----------------------------------- | -------------------------------- | --- |
| Спутник V (Гам-КОВИД-Вак) | 11.08.2020       | НИЦЭМ им. Н. Ф. Гамалеи                                                  | векторная вакцина                    | 2 дозы с интервалом 21 день         | 91,6 %                           | В начале сентября 2020 года создатели вакцины опубликовали в журнале The Lancet статью с описанием вакцины и результатами её клинических испытаний I и II фазы на людях. 2 февраля 2021 года в журнале были опубликованы промежуточные результаты III фазы клинических испытаний вакцины. |
| ЭпиВакКорона              | 13.10.2020       | ГНЦВБ «Вектор»                                                           | пептидная вакцина                    | 2 дозы с интервалом от 14 до 21 дня | нет данных                       | |
| КовиВак                   | 19.02.2021       | ФНЦИРИП имени М. П. Чумакова                                             | инактивированная вакцина             | 2 дозы с интервалом 14 дней         | нет данных                       | |
| Спутник Лайт              | 06.05.2021       | НИЦЭМ им. Н. Ф. Гамалеи                                                  | векторная вакцина                    | 1 доза                              | около 85 % (данные разработчика) | Используется в основном для ревакцинации привитых Гам-КОВИД-Вак |
| Конвасэл                  | 18.03.2022       | Санкт-Петербургский научно-исследовательский институт вакцин и сывороток | субъединичная рекомбинантная вакцина | 1 доза                              | 85.2%                            | По результатам III фазы клинических испытаний, опубликованным в Journal of Infection 26 сентября 2024 года. Ключевые отличия: - меньше побочных эффектов; - защищает минимум 1 год; - устойчива ко всем существующим и будущим штаммам SARS-CoV-2 с мутациями в шиповидном S-белке        |

Осенью 2021 года Министерство здравоохранения РФ дало разрешение на клинические исследования вакцины «Бетувакс-КоВ-2» — первой российской вакцины, разработанной частной компанией.
Помимо того, имеется предназначенная для животных вакцина «Карнивак-Ков».

## Процедура вакцинации
Минздрав России распространил Стандартную операционную процедуру по проведению вакцинации. Согласно документу к процедуре вакцинации вакциной «Гам-КОВИД-Вак» (Спутник V) допускаются лица достигшие 18 лет и не имеющие противопоказаний (гиперчувствительность к компонентам вакцин, тяжёлые аллергические реакции, острые инфекционные и неинфекционные заболевания, обострение хронических заболеваний, беременность и период грудного вскармливания).

### Ревакцинация
По вопросу ревакцинации (повторной вакцинации) высказывались различные суждения.
В частности, в марте 2021 года заместитель директора по клинико-аналитической работе Центрального НИИ эпидемиологии Роспотребнадзора Наталья Пшеничная заявила, что повторно прививаться вакциной «Спутник V», вероятнее всего, будет нельзя, и что при повторной вакцинации можно будет прививаться препаратами «ЭпиВакКорона» новосибирского центра «Вектор» и «КовиВак» Центра имени Чумакова. Впоследствии, однако, Пшеничная сообщила, что повторная вакцинация «Спутником V» возможна, но выбирать наиболее подходящий для ревакцинации пациента препарат должен будет лечащий врач.
Аналогичное мнение позже, в июне 2021 года, высказал заместитель министра здравоохранения РФ Олег Гриднев: он заявил о том, что может потребоваться ревакцинация вакцинированных «Спутником V» лиц другой вакциной.

## Ход вакцинации

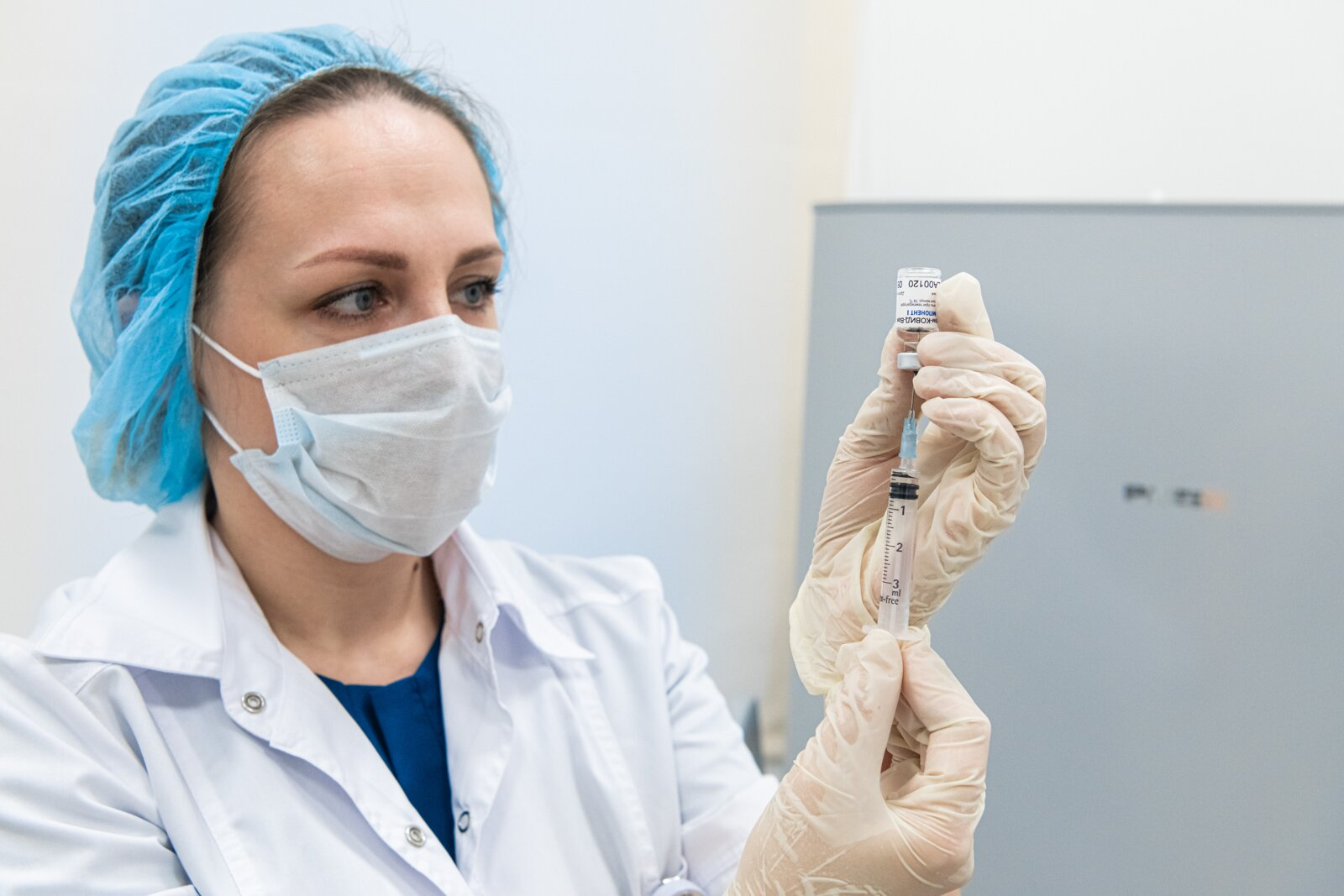
Набор в шприц I компонента вакцины Гам-КОВИД-Вак медсестрой 17 декабря 2020 г. в прививочном пункте г. Москвы во время его посещения мэром города

### Начало вакцинации
2 декабря 2020 года президент России Владимир Путин поручил начать вакцинацию населения против COVID-19 со следующей недели (7—13 декабря).
В Москве вакцинация началась 5 декабря 2020 года в 70 центрах вакцинации, в регионах вакцинация стартовала с 10 декабря и должна была охватить всю Россию с 13 декабря.
15 декабря 2020 года Министерство здравоохранения Российской Федерации объявило о начале вакцинации против COVID-19 во всех регионах РФ. Глава Минздрава Михаил Мурашко объявил, что в регионах на 34 % увеличено количество морозильного оборудования и упомянул нового производителя вакцины «Биокад» (Санкт-Петербург). Данные меры должны были обеспечить бесперебойное проведение вакцинации в России.
В первой очереди прививочной кампании «Спутник V» получали военные, врачи, учителя и социальные работники. 10 декабря глава Центра имени Гамалеи Александр Гинцбург заявил, что вакцину «Спутник V» получили 150 тысяч человек.
На начало декабря 2020 года «Спутник V» в промышленных объёмах выпускали две компании — «Генериум», контролируемый «Фармстандартом», и «Биннофарм», который контролирует АФК «Система». Ожидалось, что ещё в 2020 году вакцину начнёт производить компания «Биокад». По оценкам собеседников издания «Медуза», до конца декабря 2020 в оборот должны были ввести до 500 тысяч доз вакцины. 10 декабря вице-премьер Татьяна Голикова анонсировала, что до конца февраля 2021 года в гражданский оборот поступят около 6,9 млн доз вакцины. В декабре мэр Москвы Сергей Собянин заявил об открытии в Москве совместного завода компании «Р-Фарм» и правительства города по производству вакцины «Спутник V»; расчётная мощность предприятия — 10 млн доз в месяц, первые поставки — с 21 января 2021 года.

### Вакцинация подростков
14 июля 2021 года глава Центра им. Гамалеи Александр Гинцбург сообщил, что вакцинация против COVID-19 возрастной группы от 12 до 17 лет должна начаться до 20 сентября 2021 года. По его словам, у подростков участились случаи более тяжелого течения заболевания.

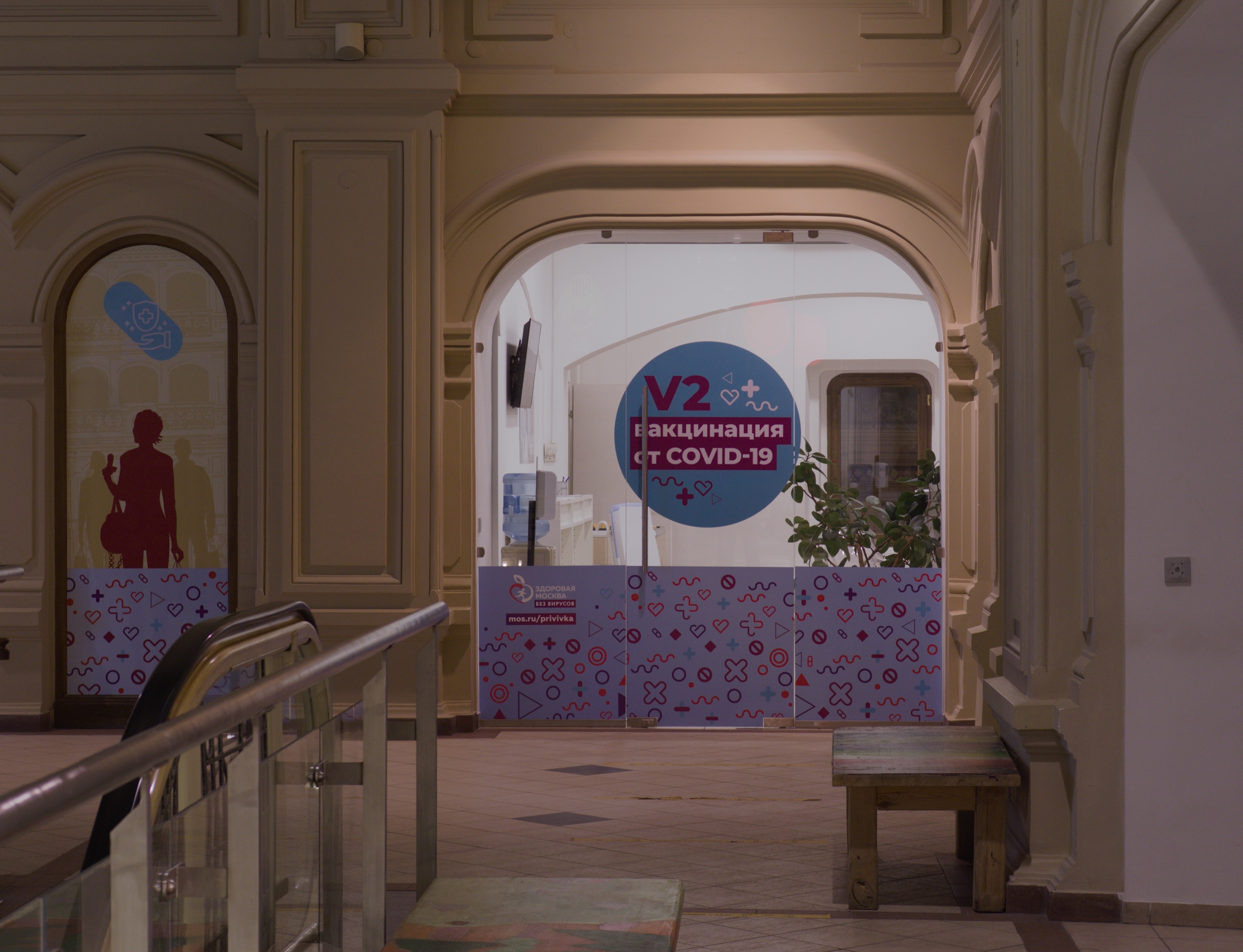
Пункт вакцинации против COVID-19 в магазине ГУМ, Москва

### Начало ревакцинации
1 июля 2021 года в Москве стартовала программа ревакцинации в павильонах «Здоровая Москва», с 5 июля планируется открыть запись на ревакцинацию в 12 городских поликлиниках.

### Статистика вакцинации
По состоянию на 10 января 2021 года вакциной привились более 1,5 млн россиян. По состоянию на 19 января 2021 года в Москве было привито около 200 тыс. человек, в Санкт-Петербурге — 24 817 человек. За первые 18 дней массовой вакцинации было привито ещё около 200 тыс. москвичей и 61 662 петербуржца. В дальнейшем темпы вакцинации немного увеличились: на 18 февраля, за первый месяц с начала массовой вакцинации, было привито ещё почти 200 тысяч москвичей и 101 182 петербуржца. Вместе с тем, Администрация Санкт-Петербурга скорректировала планы по массовой вакцинации в сторону уменьшения с 3,5 до 1,2 миллиона человек.
На 17 февраля 2021 г. в России 1,7 миллиона человек получили оба компонента вакцины, а 2,2 миллиона граждан получили первый компонент.
На 15 марта 2021 г. в России 3,5 миллиона человек полностью привились двумя компонентами вакцины «Спутник V».
За март 2021 г. (I квартал) число привившихся первым компонентом вакцины увеличилось с 4,72 млн (3,22 % от общего населения страны) до 6,93 млн (4,74 %) граждан РФ. Два компонента вакцины получили 4,72 млн (3,23 %) граждан РФ.
12 мая 2021 года вице-премьер Татьяна Голикова сообщила, что 14 миллионов жителей России получили первый компонент вакцины, из них почти 10 миллионов получили оба компонента.
По состоянию на 12 ноября 2021 г. в России было полностью привито 50,9 млн человек, или 34,9 % от населения в целом.
По состоянию на 19 ноября 2021 г. в России было полностью привито 53,4 млн человек, или 36,7 % от населения в целом; в этот же день вице-премьер Татьяна Голикова заявила, что уровень коллективного иммунитета к COVID-19 в России составляет 50,2 % (этот уровень рассчитывается согласно математической модели развития эпидемии).
По состоянию на 24 декабря 2021 года в России было полностью привито 72,7 млн человек, или 45,3 % от населения в целом, в этот же день вице-премьер Татьяна Голикова заявила, что уровень коллективного иммунитета к COVID-19 в России составляет 60,4 %.
По состоянию на 6 мая 2022 года уровень коллективного иммунитета к коронавирусу в России падает 14 недель подряд. Данный показатель в среднем опустился с 42,9 до 41,2 %.
По состоянию на 23 июня 2023 года в России было полностью привито 79,7 млн человек, или 54,5 % от населения в целом, а 88,6 млн чел. (60.6% от населения в целом) было привито хотя бы одним компонентом вакцины.

## Характер вакцинации

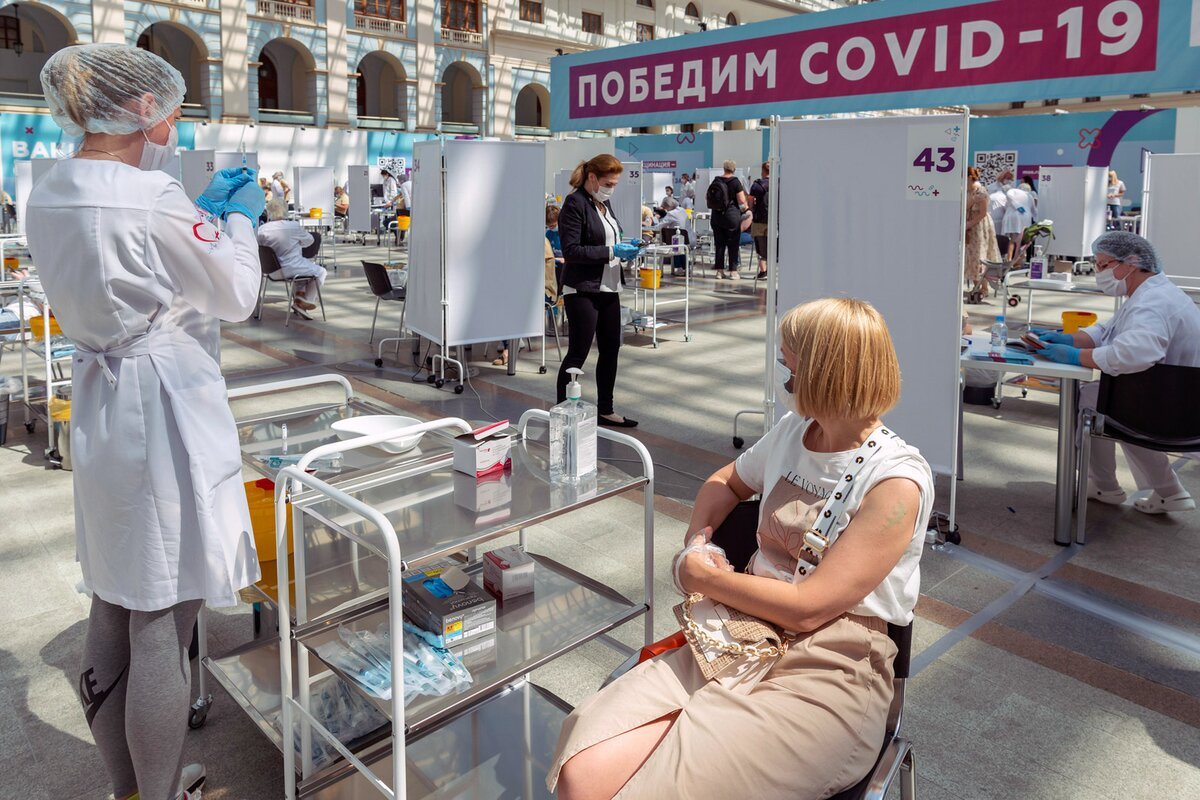
Вакцинация против COVID-19. Москва, июль 2021 года. Центр вакцинации, развёрнутый на территории Старого Гостиного двора

В декабре 2020 года вице-премьер Татьяна Голикова и пресс-секретарь Путина Дмитрий Песков заявили о том, что вакцинация будет проходить добровольно.
В марте 2021 года, после того, как Министерство просвещения и Общероссийский профсоюз образования обратились в Министерство труда и социальной защиты, оно постановило, что работодатель не вправе отстранять работника при его отказе от вакцинации при условии, если отсутствует осложнённая эпидемиологическая обстановка. В свою очередь, вице-премьер РФ Татьяна Голикова сообщила, что у России уже есть достаточно богатый опыт вакцинирования и делать вакцинацию обязательной неправильно.
26 мая 2021 года президент России Владимир Путин заявил, что вводить обязательную вакцинацию нельзя.
С другой стороны, 17 мая мэр Набережных Челнов Наиль Магдеев пригрозил разорвать контракты начальникам бюджетных предприятий за плохую вакцинацию.
Кроме того, 25 мая 2021 года в пресс-службе главы Республики Саха (Якутия) Айсена Николаева сообщили о введении в Якутии обязательной вакцинации населения от COVID-19. После общественного резонанса слово «обязательная» в пресс-релизе заменили на «массовая».

### Введение обязательной вакцинации
16 июня 2021 года, власти двух регионов России — Москвы и Московской области — после резкого роста заболеваемости решили ввести обязательную 60-процентную вакцинацию лиц, занятых в сфере услуг, образования, транспорта, ЖКХ, а также госслужащих.
Впоследствии число регионов с обязательной вакцинацией существенно увеличилось. В частности, 20 июля 2021 года Республика Тыва стала, согласно данным РБК, 36-м регионом, который ввёл обязательную вакцинацию, а к началу августа вакцинация отдельных категорий граждан была введена более чем в половине регионов.
К середине октября 2021 года осталось лишь восемь регионов, которые не ввели и не анонсировали эту меру, 20 октября их число сократилось до одного, к 26 октября 2021 года обязательная вакцинация отдельных категорий лиц была введена во всех регионах.
По информации РБК, различные регионы предписывают вакцинироваться примерно одним и тем же категориям лиц — тем, кто чаще всего контактирует с другими людьми (работникам сферы услуг, транспорта, развлечений и общепита).

### Дискриминация непривитых
21 июня 2021 года Татьяна Москалькова, уполномоченный по правам человека в Российской Федерации, заявила о жалобах непривитых граждан на ущемление: им отказывают в отпусках, премиях, грозят увольнением и т. д. К этому она добавила, что принуждение к вакцинации порождает массовый психоз. Комментируя это заявление, 22 июня 2021 года пресс-секретарь президента России Дмитрий Песков признал, что в России не удастся избежать дискриминации непривитых граждан, поскольку люди, не имеющие иммунитета, «не смогут работать на всех участках», ибо «это будет представлять угрозу для окружающих».

### Отмена обязательной вакцинации
Список регионов, где отменена обязательная вакцинация.
1. Ленинградская область (09.09.2021)[92]
2. Тюменская область (02.03.2022)[93]
3. Ставропольский край (04.03.2022)[94]
4. Республика Татарстан (14.03.2022)[95]
5. Пензенская область (15.03.2022)[96]
6. Брянская область (18.03.2022)[97]
7. Волгоградская область (21.03.2022)[98]
8. Республика Чувашия (21.03.2022)[99]
9. Новосибирская область (22.03.2022)[100]
10. Приморский край (08.04.2022)[101]
11. Амурская область (06.05.2022)[102]
12. Республика Хакасия (11.05.2022)[103]
13. Красноярский край (13.05.2022)[104]
14. Кировская область (01.06.2022)[105]
15. Челябинская область (07.06.2022)[106]
16. Республика Якутия (07.06.2022)[107]
17. Вологодская область (09.06.2022)[108]
18. Рязанская область (09.06.2022)[109]
19. Оренбургской область (10.06.2022)[110]
20. Томская область (06.07.2022)[111]
21. Пермский край (11.07.2022)[112]
22. Камчатский край (14.07.2022)[113]

## Сертификаты о вакцинации против COVID-19
Хотя массовая вакцинация против COVID-19 началась еще в декабре 2020 года, единая форма сертификата о вакцинации против этого заболевания или о перенесенном заболевании начала действовать только с 8 ноября 2021 года. Она утверждена приказом Министерства здравоохранения России от 22 октября 2021 г. № 1006. До этого сертификаты оформлялись по общим правилам ведения медицинской документации, в том числе с учетом положений, изложенных в Методических указаниях МУ 3.3.1889-04 «Порядок проведения профилактических прививок».
| Разновидность сертификата                        | Порядок выдачи | Иллюстрации | Пояснения к иллюстрациям |
| ------------------------------------------------ | --- | ----------- | --- |
| Сертификат о вакцинации против COVID-19          | QR-код, подтверждающий вакцинацию против COVID-19, появляется на портале государственных услуг автоматически, если получатель прошёл полный курс вакцинации и медицинская организация внесла сведения о нём в регистр вакцинированных. 1) Если используется двухкомпонентная вакцина, то после вакцинации первым компонентом создаётся сертификат, но QR-код выдаётся лишь после введения второго компонента и действует 1 год (с даты введения второй дозы). 2) При вакцинации однокомпонентной вакциной («Спутник Лайт») создаётся сертификат и выдаётся QR-код, действие которого начинается спустя 21 день после вакцинации (по истечении срока формирования иммунитета к COVID-19). Исключение: QR-код активируется сразу, если в течение последнего года получатель переболел COVID-19 или вакцинировался.                                                                             |             | Электронный сертификат о вакцинации против COVID-19, выданный в 2022 году через портал государственных услуг (личные данные получателя скрыты плашками)            |
| Сертификат о ревакцинации против COVID-19        | 1) Если ревакцинация производилась двухкомпонентной вакциной, то после введения первой дозы вакцины дата, указанная в сертификате, не меняется, но появляется запись о ревакцинации. После введения второй дозы вакцины появляется новый QR-код, который действует 1 год (с даты введения второй дозы). 2) В случае ревакцинации однокомпонентной вакциной («Спутник Лайт»), которая производится в течение 1 года после вакцинации или выздоровления, сразу же выдаётся новый QR-код. Если ревакцинация спустя срок свыше 1 года после вакцинации или выздоровления, QR-код активируется спустя 21 день после вакцинации (по истечении срока формирования иммунитета к COVID-19). |             | Электронный сертификат о вакцинации против COVID-19, выданный в 2022 году через портал государственных услуг (личные данные получателя скрыты плашками)            |
| Сертификат о перенесённом заболевании (COVID-19) | Для получения сертификата о перенесённом заболевании необходимо выполнение определённых условий условий: 1. Гражданин ранее должен был обратиться в медицинскую организацию на территории России. 2. Необходимо, чтобы диагноз COVID-19 был подтверждён официально. 3. Необходимо, чтобы врач зафиксировал факт выздоровления. 4. Необходимо, чтобы медицинская организация внесла данные в регистр больных COVID-19. QR-код переболевшего действует 1 год с даты выздоровления. Если диагноз COVID-19 установлен у ранее вакцинированного лица, действующий сертификат о вакцинации продлевается на 1 год с даты выздоровления. Примечание: некоторые люди переносят COVID-19 бессимптомно и вырабатывают иммунитет против этой болезни, о котором можно узнать по наличию антител к COVID-19, однако на начало 2022 года наличие антител не является основанием для получения сертификата. |             | Данные, которые видны проверяющему при предъявлении QR-кода. На странице, расположенной на портале государственных услуг, показаны паспортные данные предъявителя. |

По состоянию на начало 2022 года налажена система выдачи населению электронных сертификатов через подтверждённые аккаунты на портале государственных услуг. Сертификаты формируются автоматически — по совпадению данных, которые гражданин указал в медицинской организации, и данных в его профиле на портале государственных услуг.

## Проблемы
Медленная вакцинация способствует распространению заболевания, а также появлению новых мутаций, что способствует появлению более опасного штамма вируса.
В итоге в июне 2021 года в России действительно был зафиксирован рост заболеваемости COVID-19, так называемая «третья волна», среди причин которой — проникновение в Россию новых контагиозных штаммов, предшествующее снятие ограничений и недостаточный уровень вакцинации населения.
Как предположил летом 2021 года независимый демограф Алексей Ракша, с учётом третьей волны общее число жертв пандемии может вырасти до миллиона. Конец июня—начало июля уже были отмечены серией антирекордов суточной смертности от COVID-19.
По мнению профессора Школы системной биологии Университета Джорджа Мейсона Анчи Барановой, причина высоких уровней заболеваемости и смертности от COVID-19 в России — низкое количество вакцинированных.
20 января 2021 года, через полтора месяца от начала вакцинации, «Новая газета» собрала данные регионов по количествам проведённых вакцинаций и получила общее количество чуть более 450 тысяч человек, что значительно отличается от заявленных 1,5 миллиона человек. Собранные данные были сведены в таблицу, по которой видно, что темп вакцинации отстаёт от других стран.
На 5 марта 2021 года темп вакцинации составлял не более 0,1 % населения в сутки, а средние темпы вакцинации в период 22—28 февраля 2021 года — 110−120 тыс. человек. С таким темпом вакцинация 60 % взрослого населения потребовала бы более года — 500 дней. Более того, в начале марта 2021 года темп вакцинации сокращался как в стране в целом, так и в отдельных регионах, включая Москву и Санкт-Петербург.
Впоследствии темп вакцинации как рос, так и снижался. В частности, за неделю с 19 по 25 июля 2021 года суточный темп вакцинации составил 367,4 тыс. человек, что по сравнению с предыдущей неделей ниже примерно на 24 %. Пресс-секретарь президента Дмитрий Песков заявил о недостаточных темпах вакцинации в России.
Среди причин низких темпов вакцинации назывались наблюдавшиеся в отдельные периоды перебои в поставках, недоверие к вакцине и конспирологические теории, низкая активность региональных властей и СМИ, изъяны в информационной политике на федеральном уровне.
| Причина | Доля указавших |
| --- | -------------- |
| Противоречивая информация от властей о новом коронавирусе и само́й вакцинации                                                                | 61,1 %         |
| Неумение СМИ изложить населению научные данные о пользе вакцинации                                                                          | 59,7 %         |
| Неумение аргументированно объяснить, что болезнь может протекать тяжело. Неумение объяснить причины летальных исходов среди вакцинированных | 59,3 %         |
| Новости об административном принуждении к вакцинации под угрозой увольнения или отстранения                                                 | 55,9 %         |

На уровне индивида к отказу от вакцинации может привести целый ряд причин: страх побочных последствий, неверие в эффективность вакцины, отрицание существования COVID-19 (иногда называется «ковид-диссидентством»), отсутствие страха переболеть, перенесённый COVID-19.

### Перебои в поставках
Одной из причин низких темпов вакцинации стали перебои с поставками вакцин в регионы. По данным фонда «Петербургская политика», в январе 2021 года вакцина была доступна в 25 % регионов России, а другие регионы не были обеспечены ею.
В марте 2021 года о нехватке вакцин косвенно говорили проблемы с записью на прививку — невозможность записаться или увеличенный срок ожидания.
В конце первой декады марта 2021 года аналитик Александр Драган отметил, что о нехватке вакцины в предшествующие две недели сообщили Вологодская, Тверская, Ульяновская, Калужская, Свердловская области, Республика Саха (Якутия), Забайкальский край, Республика Крым, и что подобная информация поступает из Волгоградской области. Причиной дефицита вакцины, по мнению Александра Драгана, стала неспособность одновременно удовлетворить как внутренний, так и внешний спрос на вакцину.
К началу июля, по информации «Коммерсанта», вакцин не хватало в Краснодарском и Хабаровском краях, в Ростовской Брянской, Тамбовской и Кемеровской областях, на Сахалине и на Алтае. The Insider подсчитал, что на весь 2021 год чиновники заключили договоры на 118 миллион вакцин. Даже при выполнении договоров России придется столкнуться с перебоями в вакцинах.

### Недоверие к вакцинации
Данные, которые получил в 2020 году Левада-центр, демонстрируют низкое доверие россиян к вакцинации (см. таблицу).
Выбирая в декабре 2020 года основную причину отказа от прививки против COVID-19, опрошенные Левада-центром назвали желание дождаться окончания испытаний вакцины (30 % от общего числа опрошенных), боязнь побочных эффектов (26 %), наличие противопоказаний (12 %). Ещё 12 % от общего числа опрошенных заявили, что не видят смысла вакцинироваться против COVID-19.
Готовность прививаться связана с политическими предпочтениями: данные Левада-центра за декабрь 2020 года показали, что среди тех, кто одобряет деятельность Владимира Путина, относительное большинство готово вакцинироваться, а среди его противников подавляющее большинство не готово на этот шаг.
Врачи, которых в марте 2021 года опросили журналисты Би-Би-Си, связали медленные темпы вакцинации именно с недоверием к вакцине, а также со склонностью населения к конспирологии. Населению были свойственны страхи перед побочными эффектами от вакцинации, а в социальных сетях распространялась информация о том, что вакцинированные умирают.
Причины недоверия к вакцинации
Илья Ясный, руководитель научной экспертизы венчурного фармацевтического фонда Inbio Ventures, предположил, что доверие к вакцине было подорвано из-за её поспешной регистрации в России по результатам испытаний на немногочисленных добровольцах.
Дмитрий Кулиш, профессор Центра инноваций и предпринимательства Сколковского института науки и технологий, посчитал, что недоверие к вакцине связано с большим числом критических публикаций в СМИ после регистрации «Спутника V» в России. Наконец, представитель профсоюза медицинских работников «Действие» Александр Золотарев указал на недостаток разъяснительной работы и на «антипрививочное сознание» у населения.
Недоверие к российской власти также снижает уровень доверия к проводимой вакцинации.
Доверие к вакцинации также снизило слишком позднее проведение вакцинации президентом Путиным, некоторые не верят, что Путин был вакцинирован.
Аналитик Александр Драган указал, кроме того, на тот факт, что настойчивое информирование о недостатках западных вакцин привело россиян к выводу, что вакцины против COVID-19 опасны.

## Критика

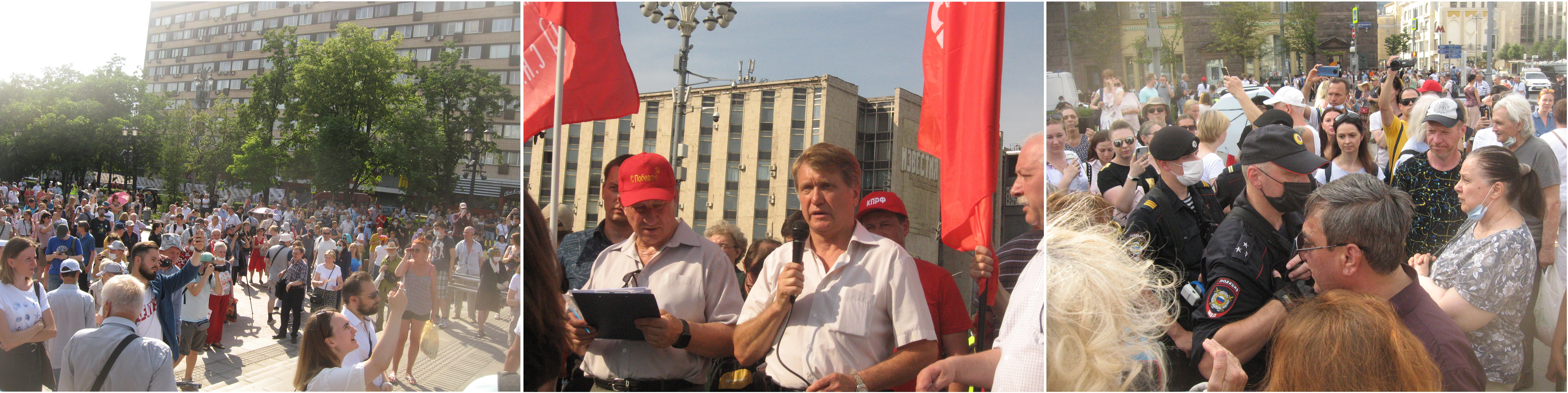
Встреча с избирателями депутата от КПРФ Валерия Рашкина в Москве закончилась не только предложением дать правовую оценку принуждению к вакцинации, но и задержанием около 10 выступавших.

Критика темпов вакцинации и сопутствующих проблем
Проведение вакцинации против COVID-19 в России критикуют с разных позиций.
В частности, критике подвергают низкий темп вакцинации. В середине июня 2021 года журнал Forbes назвал вакцинацию в России провальной.
Критике подвергают и недостаточность мер, предпринимаемых государством для преодоления возникших проблем.
Одной из мер, способных, по мнению представителей оппозиции (партий «Яблоко» и ПАРНАС), повысить темпы вакцинации, могло бы стать разрешение на использование зарубежных вакцин. В июле 2021 года они заявили, что россияне должны иметь альтернативу и что подобная мера позволит ускорить вакцинацию. (В июле же Шереметьевский профсоюз летного состава (ШПЛС) попросил премьер-министра России Михаила Мишустина допустить в Россию зарубежные вакцины против COVID-19, поскольку во многих странах лица, вакцинированные российскими вакцинами, рассматриваются как непривитые и вынуждены постоянно сдавать ПЦР-тесты.)
Критика обязательной вакцинации и системы QR-кодов
Юрист Анна Швабауэр, цитируя первую публикацию, указывает на то, что полностью вакцинированные больные имеют такую же пиковую вирусную нагрузку, как и невакцинированные, и способны заражать в домашних условиях, в том числе тех контактных лиц, которые полностью вакцинированы. Это не означает, однако, ненужность вакцинации, поскольку в той же статье говорится, что вирусная нагрузка у вакцинированных сокращалась быстрее. Важно и то, что среди лиц, контактировавших с инфицированными дельта-штаммом, заражалось 25 % привитых и 38 % непривитых..
Во второй публикации профессор Г. Кампф подчёркивает, что вакцинированные играют важную роль в передаче инфекции и призывает прекратить стигматизацию непривитых. Письмо профессора Г. Кампфа не прошло рецензирования.
С другой стороны, критике подвергается и обязательная вакцинация, введённая в ряде регионов для лиц, занятых в определённых отраслях.
Введённый летом 2021 года в Москве доступ в заведения общепита (кроме летних веранд) по QR-коду, который начал действовать 28 июня 2021 года и позволял попасть внутрь только тем, кто привился, предъявил отрицательный ПЦР-тест (действительный в течение трёх дней) или перенес COVID-19 в предшествующие шесть месяцев, также подвергся критике, однако с 19 июля 2021 года QR-коды перестали быть обязательными.
В последующем QR-коды для ограничения доступа непривитых также вызывали протесты. В частности, внесённые в Государственную думу законопроекты о введении QR-кодов его критики
(среди них представители КПРФ,
председатель фракции «Справедливая Россия» Сергей Миронов,
экс-депутат Государственной думы Наталья Поклонская)
рассматривают как сегрегацию, принуждение к вакцинации, нарушение конституционных прав и базовых прав человека, а также как меру с недоказанной эффективностью. Помимо того, критики ссылаются на публикации в авторитетном медицинском журнале Lancet, согласно которым вакцинированные сохраняют способность заражаться COVID-19 и быть его распространителями (см. врезку).

## Донорство антиковидной плазмы после вакцинации
По заявлению 2 августа 2021 г. главного врача Центра крови г. Москвы госпитали испытывают нужду в антиковидной плазме с антителами к COVID-19. Допускается как плазма переболевших, так и плазма привитых вакциной «Спутник V» через 30 дней после укола вторым компонентом. Имеются доказательства эффективности применения антиковидной плазмы, данный метод внесен в клинические рекомендации как элемент терапии в лечении заболевания. Ввод антиковидной плазмы от вакцинированных даёт возможность в полтора раза быстрее остановить распространение вирусной инфекции у заболевшего.

## Ответственность за призыв к отказу от вакцинации
20 июля 2021 года член Общественной палаты Ленинградской области Владимир Петров выступил с предложением привлекать к уголовной ответственности лица, которые пропагандируют отказ от вакцинации без медицинских противопоказаний. Позднее данную идею поддержал и заместитель председателя комитета Госдумы по охране здоровья Николай Говорин, но предложил рассматривать данные призывы в рамках КоАП.

## Комментарии
1. ↑  Некоторые зарубежные эксперты ставят под вопрос достижимость коллективного иммунитета к COVID-19. Например, руководитель группы разработчиков «оксфордской вакцины» Эндрю Поллард считает, что циркуляция дельта-штамма делает невозможным достижение коллективного иммунитета против COVID-19, поскольку этот штамм будет заражать и тех, кто привился, и полностью остановить процесс передачи вируса не удастся. См.:
Наталья Анисимова. Создатель Оксфордской вакцины счёл невозможным коллективный иммунитет. Архивная копия от 11 августа 2021 на Wayback Machine // РБК, 11.08.2021.
2. ↑  Аналитик Александр Драган указал на то, что «Первый канал» на протяжении января 2021 года сообщал об активном разворачивании массовой вакцинации, постоянном наращивании темпов и открытии новых пунктов, однако впоследствии тематика новостей поменялась, и Россия предстала победительницей: в эфир вышли сюжеты о постепенном отступлении пандемии благодаря вакцинации, о международных успехах России и регистрации российской вакцины в разных странах, о новых переговорах, о поставках «Спутника V» за рубеж.

В то же время почти исчезли репортажи, которые стимулировали бы прививаться самих россиян, что вкупе с резким спадом заболеваемости в феврале—марте 2021 года привело к снижению стимулов вакцинироваться. См. цитируемый источник.
3. ↑  Кандидат юридических наук, член экспертно-консультативного совета по вопросам семейного права Совета Федерации. См.: Анна Швабауэр. Архивная копия от 30 июля 2023 на Wayback Machine // REGNUM.